# 帕特森 (愛荷華州)
帕特森（英語：Patterson）是一個位於美國愛荷華州麥迪遜縣的城市。

## 地理
帕特森的座標為41°20′26″N 93°52′50″W / 41.34056°N 93.88056°W，而該地的平均海拔高度為271米（即889英尺）。

## 人口
根據2010年美國人口普查的數據，帕特森的面積為0.52平方千米，當中陸地面積為0.52平方千米，而水域面積為0.00平方千米。當地共有人口130人，而人口密度為每平方千米250人。